# Der Schneemann (1985)
Der Schneemann ist ein deutscher Film aus dem Jahre 1985 nach einem Roman von Jörg Fauser. Die Hauptrolle im Film spielt Marius Müller-Westernhagen. Der Film kam am 22. März 1985 ins Kino.

## Handlung
In einer Absteige auf Malta versucht Dorn, ein junger Abenteurer und Überlebenskünstler, 50.000 Pornohefte zu verkaufen, als er von der Polizei gestört wird. Auf der Flucht kommt er zu einem Gepäckaufbewahrungsschein des Frankfurter Hauptbahnhofs. Zusammen mit seinem Freund Lazlo macht er sich auf, den Inhalt des Schließfaches, fünf Kilogramm reines Kokain, an sich zu bringen. Der völlig abgebrannte Dorn zögert keine Sekunde, den Stoff zu Geld zu machen. Dabei übersieht er völlig die Gefahr, in die er sich begibt. Zwei rivalisierende Banden machen Jagd auf ihn und versuchen mit aller Macht, die Drogen an sich zu reißen.

## Kritik
„Unterhaltsamer Verschnitt von Genreklischees, temporeich, mit witzigen Dialogen und einem guten Hauptdarsteller; professionell und mit augenzwinkernder Ironie inszeniert.“